# Chronopathologie
 (décembre 2021).
La mise en forme du texte ne suit pas les recommandations de Wikipédia : il faut le « wikifier ».
Les points d'amélioration suivants sont les cas les plus fréquents :
- Les titres sont pré-formatés par le logiciel. Ils ne sont ni en capitales, ni en gras.
- Le texte ne doit pas être écrit en capitales (les noms de famille non plus), ni en gras, ni en italique, ni en « petit »…
- Le gras n'est utilisé que pour surligner le titre de l'article dans l'introduction, une seule fois.
- L'italique est rarement utilisé : mots en langue étrangère, titres d'œuvres, noms de bateaux, etc.
- Les citations ne sont pas en italique mais en corps de texte normal. Elles sont entourées par des guillemets français : « et ».
- Les listes à puces sont à éviter, des paragraphes rédigés étant largement préférés. Les tableaux sont à réserver à la présentation de données structurées (résultats, etc.).
- Les appels de note de bas de page (petits chiffres en exposant, introduits par l'outil «  Source ») sont à placer entre la fin de phrase et le point final[comme ça].
- Les liens internes (vers d'autres articles de Wikipédia) sont à choisir avec parcimonie. Créez des liens vers des articles approfondissant le sujet. Les termes génériques sans rapport avec le sujet sont à éviter, ainsi que les répétitions de liens vers un même terme.
- Les liens externes sont à placer uniquement dans une section « Liens externes », à la fin de l'article. Ces liens sont à choisir avec parcimonie suivant les règles définies. Si un lien sert de source à l'article, son insertion dans le texte est à faire par les notes de bas de page.
- La présentation des références doit suivre les conventions bibliographiques. Il est recommandé d'utiliser les modèles {{Ouvrage}}, {{Chapitre}}, {{Article}}, {{Lien web}} et/ou {{Bibliographie}}. Le mode d'édition visuel peut mettre en forme automatiquement les références.
- Insérer une infobox (cadre d'informations à droite) n'est pas obligatoire pour parachever la mise en page.

Pour une aide détaillée, merci de consulter Aide:Wikification.
Si vous pensez que ces points ont été résolus, vous pouvez retirer ce bandeau et améliorer la mise en forme d'un autre article.
La chronopathologie est une branche de la chronobiologie qui consiste en l’étude des perturbations de l'organisation temporelle liée à un processus pathologique. Ainsi, elle étudie les troubles fonctionnels des organes et maladies en relation avec le rythme de jour-nuit.
Notre organisme est rythmé, c'est-à-dire que nous sommes synchronisés et qu’il y a résonance entre nos rythmes biologiques et l’environnement. Une désynchronisation du fonctionnement de l’horloge peut être dû à l'environnement (désynchronisation externe) ou à une pathologie (désynchronisation interne). Ces désynchronisations sont susceptibles de générer des pathologies, mais des maladies peuvent également provoquer des désordres au niveau des rythmes circadiens. Ainsi, l’altération de l'organisation temporelle de l’organisme peut être soit la cause, soit le résultat d’un processus pathologique. L’altération de la structure temporelle est quantifiable par des différences de période, d'acrophase ou d'amplitude qui précède, suit ou coïncide avec un changement d'état de santé. «Par exemple, des douleurs traumatiques répétées et nocturnes sont susceptibles de perturber le sommeil et d'avoir de réelles conséquences: une fatigue importante, une forte irritabilité, des troubles du comportement, voire un état dépressif et d'éventuels troubles métaboliques». La chronopathologie permet d'identifier les différentes phases de déviation de la norme. Reconnaître les caractéristiques dépendantes du temps peut être d'une grande importance dans le diagnostic et le traitement d'une maladie. L'anatomie intelligente est la base des médicaments qui possèdent un délai thérapeutique. 
Les perturbations des rythmes circadiens peuvent être d’origine génétique ou acquises durant la vie de l’individu en raison d’un événement (par exemple, le décalage horaire). Une perturbation chronique du rythme circadien est reliée à diverses pathologies : troubles métaboliques, obésité, diabète, maladies cardiovasculaires et cancers. Des perturbations génétiques du rythme circadien sont le résultat de mutations de gènes de l’horloge responsables de générer la rythmicité circadienne cellulaire . Le polymorphisme des gènes responsables de la bonne synchronisation du cycle ont souvent été associées dans les études sur des cancers.

## Histoire et développement de la chronopathologie
Le domaine de la chronobiologie a considérablement progressé ces dernières années, réalisant des percées importantes dans la recherche scientifique. La chronobiologie est maintenant un domaine multidisciplinaire, notamment dans le domaine médical. Le début de la chronobiologie remonte en 1729 lorsque Jean-Jacques Dortous de Mairan observa les mouvements journaliers de l’ouverture des feuilles du Mimosa, ceci était la première notion du temps biologique. Depuis, les nombreuses recherches scientifiques sur les rythmes biologiques de la santé et de la maladie ont eu un impact sur la médecine, à la fois en termes de diagnostic et de thérapie des patients.

### Évolution de la chronobiologie médicale
Bien qu'il existe des observations très anciennes sur la variation quotidienne des fonctions physiologiques et physiopathologiques, des rapports plus détaillés n'ont été publiés qu'au début du XVIIe siècle. Jürgen Aschoff (1913-1998), considéré comme l'un des fondateurs de la chronobiologie, a mené des recherches sur le rythme biologique en étudiant notamment le cycle journalier de la température corporelle. Arthur Jores (1901-1982), médecin et professeur à l'Université de Hambourg, apporta d'importantes contributions au domaine des rythmes de la fonction rénale, de la perception de la douleur et de nombreux autres domaines de la chronobiologie médicale. Gunther Hildebrandt (1924-1999), professeur à l'Université de Giessen, introduit la chronobiologie dans la médecine par de nombreuses recherches scientifiques telles que la balnéologie, la perception de la douleur et la fonction pulmonaire et cardiaque .
Quelques années plus tard, Mauricio Garcia-Sainz et Franz Halberg ont identifié une rythmicité mitotique de 24 heures dans des échantillons de biopsie de cancer du sein humain par des analyses informatiques, mais pas dans les cancers squameux et basocellulaire obtenus avant ou après radiothérapie. Cette découverte a permis d’introduire la chronopathologie comme nouvelle discipline scientifique et a ouvert la possibilité conceptuelle pour le développement de chronothérapie. La pratique chronobiologique améliore la capacité de nos organes à assumer les substances biologiques vitales. Cette nouvelle discipline a permis de développer plusieurs branches sous-jacentes à la chronobiologie médicale telle que la chronopharmacologie, la chronotoxicité et la chronothérapie.

## Lien avec les autres branches de la chronobiologie
L’horloge circadienne permet de contrôler l’expression de plusieurs de nos gènes. Cette rythmicité résulte en une temporalité de l’organisme, défini comme étant la chronophysiologie. L’étude de la chronophysiologie permet d’identifier des fonctions métaboliques, neurologiques ou endocriniennes qui varient selon l’heure de la journée, entraînant une rythmicité fonctionnelle selon les besoins de l'organisme. La chronopharmacologie est une application de la chronobiologie qui étudie les effets des médicaments sur les cellules cibles qui dépendent d’un rythme circadien en étudiant les modifications des rythmes biologiques. Cette discipline permet d’introduire la chronotoxicité, défini comme étant la variation de la toxicité d’une substance selon son heure d’administration ainsi que la chronotolérence, c’est-à-dire l’horaire d'administration d’un médicament étant le plus favorable à l’organisme. La chronothérapie englobe toutes ces disciplines et prend en compte les données chronobiologiques, chronopathologiques ainsi que des résultats chronotoxicologiques et chronoparmacocinétiques afin d'améliorer et d'optimiser l'efficacité thérapeutique ainsi que de diminuer les effets indésirables sur l’organisme. Établir la chronotoxicité des médicaments et les relier à la chronotolérance permet un traitement beaucoup plus efficace et sécuritaire . Ainsi, la chronothérapie permet de restaurer les rythmes biologiques perturbés d’un individu dont l’organisation temporelle a été causée par une chronopathologie. La chronothérapie tient compte de deux systèmes qui cohabitent: l'homéostasie et le système circadien.».

## Marqueurs de chronopathologie
Des études ont cherché à identifier des marqueurs SNP (single nucleotid polymorphism) candidats de chronopathologies humaines. 53 candidats ont été identifiés. Ces marqueurs candidats pourraient modifier l’affinité de la protéine de liaison TATA aux promoteurs des gènes, soit en l’amplifiant soit, en la réduisant. Par exemple, les études ont identifié un marqueur candidat rs568650510 qui semblerait augmenter les risques de développer de l’asthme. Or l’asthme est une pathologie dont les symptômes semblent s’aggraver particulièrement la nuit .  Ainsi, l’identification de ce marqueur chez les patients par les médecins pourrait permettre d’adapter les prises de médicaments afin d’éviter l’amplification des symptômes la nuit. Ainsi, l’étude de ces marqueurs candidats pourrait améliorer la capacité de traitement par les médecins, et pourrait aussi permettre aux patients d’adopter un certain mode de vie afin d’éviter toute complication circadienne . 

## Exemples de pathologies

### Dépression
Plusieurs troubles dépressifs peuvent être associés aux différents cycles de l’horloge biologique des individus. En effet, dans le trouble dépressif majeur (TDM), les rythmes quotidiens de l’activité locomotrice, la température corporelle, la noradrénaline, la thyréostimuline et la mélatonine présentent une amplitude plus faible. L’amplitude du cortisol est, à l’inverse, augmentée. Dans le trouble affectif saisonnier (TAS), des épisodes dépressifs surviennent à l’automne et/ou à l’hiver durant lesquels on peut observer une perturbation des cycles circadiens repos-activité . 
Plusieurs facteurs internes et externes contribuent à la dépression. La perturbation des rythmes circadiens constitue un facteur de risque ; lorsque des signaux environnementaux modifient significativement l’horloge circadienne, des épisodes dépressifs ou des modifications de l’humeur peuvent survenir. Ces signaux peuvent être très variés : exposition à la lumière la nuit, les voyages transméridiens (décalage horaire), le travail de nuit, etc. Au niveau du TAS, un des facteurs environnementaux principaux qui peut être en cause est la diminution de l’exposition au soleil en automne et en hiver. En effet, ce trouble est considéré comme un dysfonctionnement pinéal se traduisant par une réaction inadaptée à la baisse de luminosité survenant lors de la période hivernale, conduisant à des taux diurnes en mélatonine trop élevés. Un déphasage, une hypersomnie et un état dépressif chronique en résultent. La photothérapie rétablit l’équilibre endocrinien en inhibant cette sécrétion inappropriée en mélatonine, ce qui contribue à améliorer l’humeur . 

### Dépendance à l’alcool
Certains rythmes biologiques sont perturbés par la prise d’alcool ; le plus important est le sommeil. En effet, l’alcool peut causer des problèmes de sommeil, tels que l'insomnie, l’apnée, l’augmentation de réveils nocturnes et une diminution des phases de sommeil profond . Ces phénomènes sont encore plus accentués dans les périodes de sevrage d’alcool .
Pour ce qui est du problème de l’alcoolisme, une perturbation plus importante et difficile à renverser de certains rythmes circadiens est observée. En effet, la chronocinétique de l’absorption et de l’oxydation de l’alcool démontre que la métabolisation de l’alcool est plus rapide le matin et l’après-midi que pendant la soirée chez les individus non alcooliques, alors que chez les alcooliques c’est l’inverse. Des études chez des patients dépendants à l’alcool montrent que les rechutes ne suivent pas des apparitions linéaires, au contraire elles apparaissent souvent à la même étape du sevrage, indépendamment des conditions extérieures. Une survenue cyclique (circadienne ou ultradienne) de l’envie d’alcool semble pouvoir nous permettre de diagnostiquer de l’alcoolodépendance (à ne pas lier à des pathologies liées à l’alcool qui ne sont pas liées à une appétence particulière pour l’alcool) .